# Albachten
Albachten ist ein Wohnbereich (Stadtteil) im südwestlichen Teil des Stadtbezirks West von Münster in Westfalen.
Die offizielle Einwohnerzahl am 31. Dezember 2017 betrug 6530 Einwohner auf einer Fläche von 12,96 km². Dabei sind 24,7 % der Bevölkerung unter 20 Jahre alt. In der Umgebung ist der Ort insbesondere für sein aktives Gemeindeleben bekannt, das vor allem durch die verhältnismäßig große Anzahl von Vereinen (> 30 mit ehrenamtlicher Leitung) aller Sparten geprägt wird.

## Geographie

### Nachbarorte
Im Norden grenzt der Ort an Roxel, im Osten an Mecklenbeck und im Süden an Hiltrup. Im Westen befindet sich der Ortsteil Bösensell der Gemeinde Senden.

### Fließgewässer
Durch Albachten fließt der Offerbach. Seit dem Bau des Dortmund-Ems-Kanals mündet er in denselben. Vorher gehörte er als Zufluss zur Stever, die wiederum über die Lippe in den Rhein entwässert. Der östlich des Ortskerns fließende Kannenbach mündet ebenfalls in den Kanal, ursprünglich jedoch über Emmerbach und Werse in die Ems. Ein Zufluss des Kannenbachs ist der Kinderbach, der in Niederort entspringt. Die Wasserscheide zwischen Rhein und Ems verläuft am Ostrand der geschlossenen Ortsbebauung, dort etwa auf einer Höhe von 67 m über NN. Damit ist Albachten der einzige Stadtteil Münsters, der westlich der Wasserscheide zwischen Rhein und Ems liegt.

## Geschichte

### Ortsgeschichte

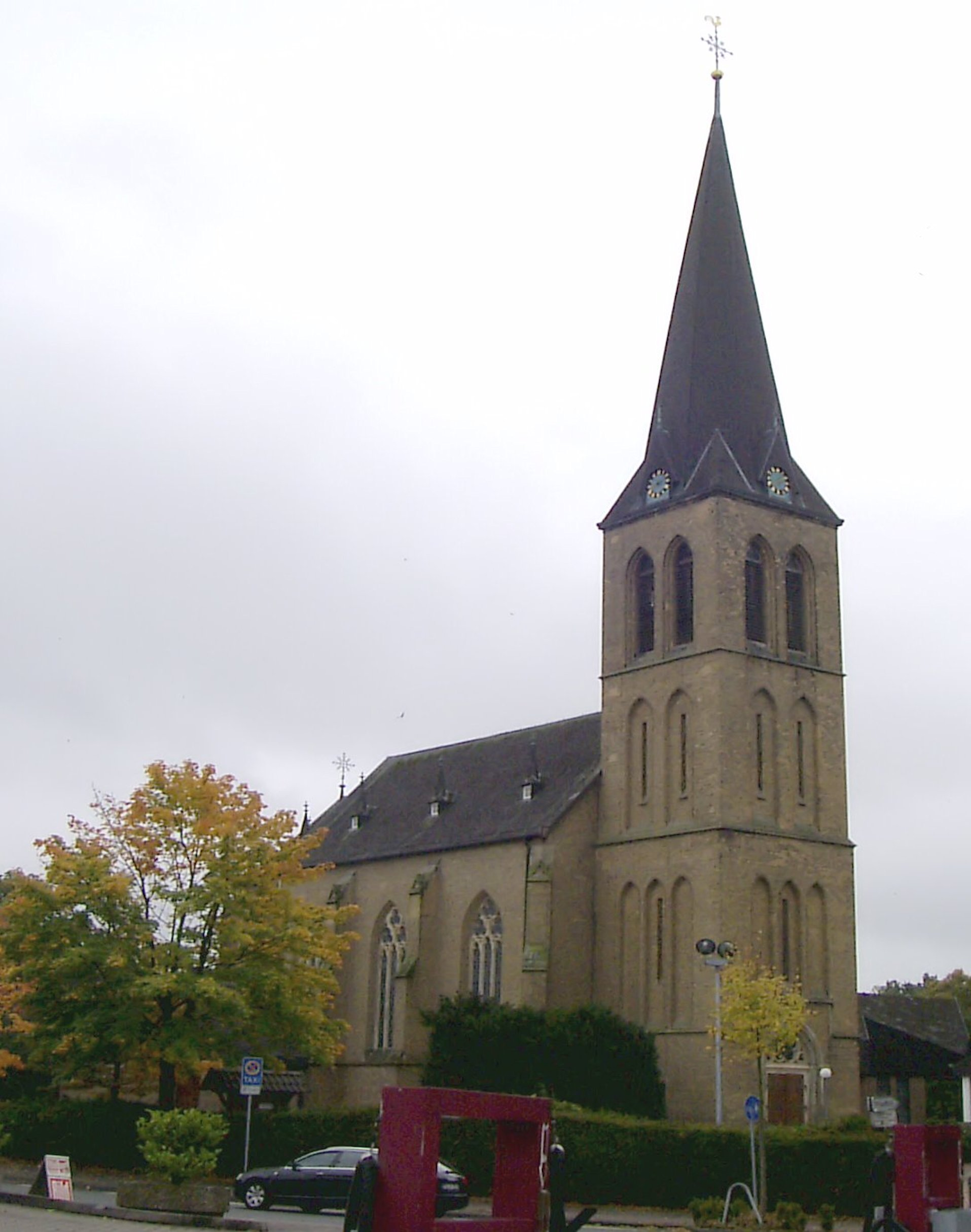
St.-Ludgerus-Kirche

Erstmals erwähnt wurde Albachten in einer Urkunde aus dem Jahre 1142. Zudem geht der erste Kirchenbau wahrscheinlich ebenfalls auf den Anfang des 12. Jahrhunderts zurück. Die das heutige Stadtbild prägende St.-Ludgerus-Kirche (benannt nach dem Bischof Liudger) im neugotischen Stil wurde hingegen erst 1884 nach Plänen von August Hanemann errichtet und 1977/78 erweitert.
Bis zum Zweiten Weltkrieg dominierte vor allem die Landwirtschaft das Erscheinungsbild des Ortes, der zusammen mit Niederort (südlich der Autobahn 43) und Oberort (nördlich des heutigen Ortskernes) weniger als 1000 Einwohner zählte. Erst nach dem Zweiten Weltkrieg setzte der Wandel von einer rein ländlichen Gemeinde hin zu einer modernen Vorstadtgemeinde der Stadt Münster ein. Am 1. Januar 1975 verlor Albachten im Zuge der Gebietsreform in Nordrhein-Westfalen seine Eigenständigkeit und wurde nach Münster eingemeindet.
Seitdem ist die Bevölkerung kontinuierlich durch Ausweisung und Erschließung neuer Baugebiete gewachsen. In diesem Rahmen wurden in den 1960er- und 1970er-Jahren viele alte städtebauliche Strukturen verändert, indem historische Fachwerkhäuser abgerissen und Straßen für den Verkehr verbreitert wurden. Viele dieser Änderungen wurden in den darauffolgenden Jahren allerdings wieder rückgängig gemacht.

### Etymologie
Der Name Albachten soll einer Sage nach auf den Bischof Liudger zurückgehen, als dieser bei einem Besuch der Ortschaft die Bewohner betrunken vorgefunden haben soll. Hierbei soll er den Ausruf „Das sind alles Baccanten“ von sich gegeben haben, als er unverrichteter Dinge wieder den Ort verließ. Dabei bezog er sich mit der Aussage auf Bacchus als Gott des Weines und der Trunkenheit.
Der Ortsname findet sich auch in den Variationen Albacten, Albuthen und Albucten in der Literatur wieder.

## Statistik
Strukturdaten der Bevölkerung in Albachten am 31. Dezember 2020:
- Bevölkerungsanteil der unter 20-Jährigen: 24,2 % (Münsteraner Durchschnitt: 17,4 %)[4]
- Bevölkerungsanteil der mindestens 60-Jährigen: 24,7 % (Münsteraner Durchschnitt 23,5 %)[5]
- Ausländeranteil: 8,0 % (Münsteraner Durchschnitt: 10,9 %)[6]

## Verkehrsanbindung

### ÖPNV
Eine Buslinie der Stadtwerke Münster verbindet Albachten tagsüber alle 20 Minuten (Sonntags alle 30 Minuten) mit den Nachbarstadtteilen Mecklenbeck, Geist und dem Stadtzentrum. Am Abend wird diese Linie durch einen Nachtbus ersetzt. Außerdem verkehrt in unregelmäßigen Abständen eine Regionalbuslinie Münster – Albachten – Bösensell – Appelhülsen – Dülmen. Hauptsächlich für den Schülerverkehr fahren außerhalb der Ferien einige Linienbusse von Albachten über Senden nach Lüdinghausen.
Am südlichen Ortsrand befindet sich der Haltepunkt Münster-Albachten an der Bahnstrecke Münster-Wanne-Eickel. Dort hält alle 30 bis 60 Minuten der Niers-Haard-Express (RE 42). Seit Dezember 2019 bedient der RE 2 nach Düsseldorf Albachten nur noch in den Nachtstunden.
| Linie | Verlauf | Takt                                             |
| ----- | --- | ------------------------------------------------ |
| RE 2  | Rhein-Haard-Express: Osnabrück Hbf – Hasbergen – Natrup-Hagen (zweistdl.) – Lengerich (Westf) – Kattenvenne (zweistdl.) – Ostbevern – Westbevern – Münster (Westf) Hbf – (Münster-Albachten – Senden-Bösensell – Nottuln-Appelhülsen – Buldern –)* Dülmen – (Sythen –)* Haltern am See – (Marl-Sinsen –)* Recklinghausen Hbf – (Recklinghausen Süd –)* Wanne-Eickel Hbf – Gelsenkirchen Hbf – Essen Hbf – Mülheim (Ruhr) Hbf – Duisburg Hbf – Düsseldorf Flughafen – Düsseldorf Hbf * Halt nur einzelner Züge im Nachtverkehr Stand: Fahrplanwechsel Dezember 2023 | 60 min                                           |
| RE 42 | Niers-Haard-Express: Münster (Westf) Hbf – Münster-Albachten (stündlich) – Senden-Bösensell – Nottuln-Appelhülsen – Buldern – Dülmen – Sythen – Haltern am See – Marl-Sinsen – Recklinghausen Hbf – Recklinghausen Süd – Wanne-Eickel Hbf – Gelsenkirchen Hbf – Essen Hbf – Mülheim (Ruhr) Hbf – Duisburg Hbf – Rheinhausen – Krefeld-Uerdingen – Krefeld Hbf – Viersen – Mönchengladbach Hbf Stand: Fahrplanwechsel Dezember 2021 | 30 min (Münster–Essen) 60 min (Essen–M’gladbach) |

### Individualverkehr
Landes- und Kreisstraßen verbinden Albachten mit den umliegenden Ortschaften, bzw. angrenzenden Stadtteilen Münsters: Senden, Senden-Bösensell, Münster-Mecklenbeck, Münster-Roxel. Bei der Landesstraße L551, die Albachten in west-östlicher Richtung durchquert, handelt es sich um die zurückgestufte Bundesstraße 51. Der nächstgelegene Autobahnanschluss ist die Anschlussstelle Senden an der A 43 (Münster–Recklinghausen–Wuppertal) in 5 km Entfernung.
Nicht alle aus dem Ort führenden Straßen sind mit Radwegen versehen, was für die Fahrradstadt Münster eher ungewöhnlich ist. Der Radweg entlang der kurvenreichen Straße nach Roxel wurde im Jahr 2013 angelegt.

## Söhne und Töchter des Ortes
- Heinz Wewering (* 1950), Trabrennfahrer